# 이타도리 유지
이타도리 유지(일본어: 虎杖 悠仁 いたどり ゆうじ[*])는 일본의 만화인 주술회전의 주인공으로 50m를 3초에 달리거나 투포환을 30m보다도 멀리 던질 정도로 초인적인 신체를 지녔으며, 료멘 스쿠나의 그릇이다. 본래는 아픈 할아버지를 모시는 평범한 고등학생이었으나, 스쿠나의 손가락을 먹고 주술사들과 저주들의 일에 휘말리게된다. 마음이 선량해 사람을 쉽게 죽이지 못하고, 저주들도 원래는 사람이었다는 나나미의 말에 충격을 받는다. 주먹을 통한 타격을 베이스로 하며 주술사들 중 몇 못한다는 4연속 흑섬을 발동시켰다. 도쿄의 주술고교의 학생이다.

## 프로필
15세 173cm 80kg 1학년
선생:고죠 사토루
동기:후시구로 메구미
특급 주물인 스쿠나의 손가락을 먹었으나 특급 주령인 스쿠나를 통제하고 인격을 찾을 수 있다.
특급 주령을 가지던 도중 스쿠나에게 인격을 잠깐 맡겼으나 인격이 돌아오지 않았고 스쿠나가 저주이기 때문에 심장을 꺼내도 죽지 않으니까 심장을 꺼내 인격을 되돌리고 사망한줄 알았으나 스쿠나가 부활 시켜주고 교류회까지 부활한 사실을 고죠 사토루,나나미 켄토,부활한 장면을 본 사람들을 포함하지 않고 비밀로 하였다. 자매회를 할 때 극히 드물은 흑섬 4연을 성공했고 토도와 함께 특급 주령을 몰아붙였으나 도망치는 걸 고죠 사토루의 무라사키로 제압하였으나 큰 부상을 입었지만 도망에 성공했다.

## 스쿠나

### 후시구로 메구미
후시구로를 사랑하는 사이는 아니지만 대사중에 "날 매혹시켜 봐라, 후시구로 메구미!"라는 대사가 있는걸 보아 무슨 관계가 있는 건 확실하다.